# Тринадесет колонии
Тринадесетте колонии са британските колонии в Северна Америка, които през 1776 г. подписват Декларацията за независимост и официално обявяват, че не признават властта на Британската империя. В резултат на това са създадени Съединените американски щати и започва Американската война за независимост.

## История
През по-голямата част на 16 век англичаните гледат към Новия свят със смесени чувства. От една страна те са заинтригувани да извлекат бързи и големи печалби от Америка, от друга страна са притеснени от възможен конфликт с доминиращата тогава морска сила Испания. Един от първите опити за английска колония е Роаноук, но той е неуспешен.
В началото на 17 век различни групи английски търговци финансират експедиции. Търговци от Лондон получават кралско разрешение от Джеймс I да организират колонии на юг, а търговци от Плимут – на север. Чрез техните усилия възникват първите трайни колонии. През 1607 г. в района на залива Чесапийк е основано първото селище – Джеймстаун. Лондонската компания, наречена Вирджиния, дава името си и на първата колония. Следват Мериленд, Плимутската колония, основана от пилигримите от Мейфлауър през 1620 г. и Масачузетската колония, дали началото на Нова Англия. До края на 30-те години на 17 век английските заселници поставят началото на шест от тринадесетте щата на американската република: Вирджиния, Масачузетс, Мериленд, Кънектикът, Роуд Айлънд и Ню Хампшър.
Колонизацията е прекъсната от гражданската война в Англия, но се възобновява след възстановяването на монархията. Чарлз II награждава своите поддръжници роялисти със земя в Новия свят. По време на управлението си той издава разрешения за основаването на още четири колонии: Каролина, Ню Йорк, Ню Джърси и Пенсилвания.
През 1664 г. Чарлз II дарява на брат си Джеймс, херцог на Йорк и бъдещ крал на Англия, земите между реките Кънектикът и Делауеър, включително и Лонг Айлънд. Същата година английската флотилия под командването на Ричард Никълс отплава, за да завладее новите имения на Джеймс и принуждава Петер Стуйвесант, управител на холандската колония в Ню Амстердам, да се предаде. Няколко години по-късно холандците отново си възвръщат колонията и известно време задържат старата си столица, но през 1674 г. завинаги я преотстъпват на англичаните. Херцогът на Йорк поема управлението на колонията и преименува града на Ню Йорк. Тук живеели не само холандци и англичани, но и германци, французи, скандинавци, африканци и индианци. По-късно Джеймс дава голяма част от земите на юг от Ню Йорк на двама свои верни приближени. Единият от тях нарича колонията си Ню Джърси. През 1681 г. Уилям Пен младши, наследява след смъртта на баща си, адмирал в Кралския флот, правото на иск срещу краля за неизплатени дългове. Чарлз II изплаща дълга си, като му даравя обширна земя между Ню Йорк и Мериленд и по негово настояване колонията била наречена Пенсилвания.
Към 1733 г. в Северна Америка вече има 13 английски колонии, които се управляват от губернатори, назначени от краля, и местни законодателни събрания, които решават вътрешнополитическите проблеми.
|    | Име              | Впоследствие                                |
| -- | ---------------- | ------------------------------------------- |
| 1  | Ню Хампшър       | щат Ню Хампшър                              |
| 2  | Масачузетс Бей   | щати Масачузетс и Мейн                      |
| 3  | Роуд Айлънд      | щат Роуд Айлънд                             |
| 4  | Кънектикът       | щат Кънектикът                              |
| 5  | Ню Йорк          | щати Ню Йорк и Върмонт                      |
| 6  | Ню Джърси        | щат Ню Джърси                               |
| 7  | Пенсилвания      | щат Пенсилвания                             |
| 8  | Делауер          | щат Делауър                                 |
| 9  | Мериленд         | щат Мериленд                                |
| 10 | Вирджиния        | щати Вирджиния, Кентъки и Западна Вирджиния |
| 11 | Северна Каролина | щати Северна Каролина и Кентъки             |
| 12 | Южна Каролина    | щат Южна Каролина                           |
| 13 | Джорджия         | щат Джорджия                                |

## Описание
Колониите са разделени на три групи. Северната група колонии се нарича Нова Англия и включва Ню Хампшър, Масачузетс Бей, Роуд Айлънд и Кънектикът. Има четири средни колонии: Ню Йорк, Ню Джърси, Пенсилвания и Делауеър. В южната група са пет колонии: Мериленд, Вирджиния, Северна Каролина, Южна Каролина и Джорджия.
В Нова Англия има малки ферми и заселниците се занимават с лов, риболов, дърводобив, корабоплаване и лека промишленост. На юг има големи ферми – плантации – с тютюн и по-късно с памук. Земята в плантациите се обработва отначало от хора, които са сключили уговорка за известен период на наемен труд срещу цената на пътуването им до Америка, а по-късно от роби. Фермите в средните колонии са със средна големина и са обитавани от хора с най-различен произход, религия и култура. Всичките три района са тясно свързани с т.нар. атлантическа икономика (на английски: Atlantic economy): връзката на колонистите със света става с кораби, с които търговците превозват роби, тютюн, ром, захар, злато, подправки, промишлени стоки. Най-големи градове са пристанищата Ню Йорк, Филаделфия, Бостън и Чарлстън (Южна Каролина).

## Население
Предполага се, че по онова време населението на тези колонии общо (но без да се включват местните жители, извън юрисдикцията им) е около 2 – 2,5 милиона души, голяма част от които (жените, робите, прислужниците, учениците на майсторите, безимотните, непълнолетните) се считат пряко зависими от жителите с право на глас и поради това нямат такова право. Изборите изобщо се правели въз основа на по-нисък имуществен ценз, в сравнение с тези в метрополията и в някои щати били не само за долната камара на законодателното събрание, но дори и за определяне на губернатор на колонията. Фактически избиратели се явявали между 50 и 80 процента от белите мъже, като най-често изборите се печелели от най-богатите и влиятелни местни земевладелци, магнати и търговци.
Отначало липсвали политически партии, а агитацията се поемала основно от семействата, приятелите, съседите на кандидата, като силен прийом в провеждането на изборите били увеселенията, организирани за спечелването на избирателите, които се чувствали поласкани от приятелското и егалитарно отношение на „грандовете“ и изкушени от техните подаръци и въодушевени от всеобщата атмосфера на разпуснатост и веселие. Друг важен фактор били определени зависимости, като например отношенията, между наемател и хазяин. Самото гласуване се извършвало явно – чрез аплодиране или освиркване.

## Други британски колонии
По атлантическото крайбрежие на Северна Америка са разположени Нюфаундленд, Земя на Рупърт (областта около на Хъдсъновия залив), Нова Скотия, остров Принц Едуард, Източна и Западна Флорида и провинция Квебек. По време на Войната за независимост на САЩ Великобритания има и други колонии в Северна и Южна Америка, сред които са Британските Антилски острови. Като цяло всички те подкрепят короната.
Поради привилегированото си положение по отношение на данъците Нюфаундленд остава напълно верен на Великобритания. Това е територия, тясно обвързана с Великобритания и контролирана от Кралския военноморски флот, която при това няма свое събрание, което би могло да изрази недоволство.
В Нова Скотия броят на янките, преселници от Нова Англия е голям, и те съчувстват на американците в борбата им с короната. Кралското правителство в Халифакс се вижда принудено да им позволи да останат „неутрални“ в конфликта, обаче не им позволява и да окажат военна помощ на сънародниците си, благодарение на силните си военноморски части в Халифакс.
Малко канадци от обитавания от французи-католици Квебек подкрепят американците, поради религиозните си различия. След специален акт от 1774 Квебек е обявен за културно автономна област в рамките на империята, но местните свещеници се опасяват, че с победата на бунтовниците ще се засили и протестантската пропаганда в Канада. Поради това местните управници не подкрепят предложенията за членство в новия съюз, а изпратената от американците военна експедиция през 1775 претърпява неуспех.
В Западни Индии изборните събрания на Ямайка, Гренада и Барбадос официално обявили симпатиите си към американската кауза, но не били подкрепени от останалите колонии от областта. Кралското правителство изпраща военни кораби, основно по искане на самите колонисти-плантатори, изплашени от възможността да избухнат робски въстания, но това му помага и да потуши про-американските настроения, чрез респектиране на островитяните с военна мощ. Те се ограничили само с търговска подкрепа за бунтовните колонии. Местните водачи на колонистите от Бермудите и Бахамските острови силно недоволствали от недостига на храни, вследствие на британската блокада на американски пристанища и симпатизирали на американската кауза. Счита се, че терминът „пасивни съюзници“ описва най-вярно отношението на тези колонии. Те снабдявали американските бунтовници с различни стоки и провизии, включително с барут за корабите на американската военноморска ескадра.
Източна Флорида и Западна Флорида са други кралски територии, завладени от Великобритания по време на войни с французи и индианци. Британските колонисти имали нужда от защита срещу нападенията на индиански отреди и испански пирати. След 1775 г. Флорида (най-вече югоизточната ѝ част) се превръща в основна британска военна база за завземането на земите на днешните Джорджия и Южна Каролина. Впоследствие обаче Испания превзема Пенсакола в Западна Флорида през 1781 г., и според мирния договор от Париж (1783) получава и двете колонии. Окончателно цяла Флорида става част от САЩ през 1819 г.